# 米庫斯山
70°27′S 63°50′W / 70.450°S 63.833°W
米庫斯山是南極洲的山峰，位於帕爾默地，處於理查森冰川的西南面，在1974年由美國地質調查局繪入地圖，現時由南極條約體系管理。